# التاريخ الاقتصادي لإسبانيا
يغطي هذا المقال تطور اقتصاد إسبانيا على مدار تاريخها.

## العصور القديمة
كان قوم الأيبيريون، الذين توطنوا نحو جنوبيّ وشرقيّ شبه الجزيرة الأيبيريّة، وقوم الكلت الذين انتشروا في شمالها وغربها، أوّل المجموعات الرئيسية من السكان الأصليين فيما يُعرف الآن بإسبانيا (تطورت ثقافة ثالثة، ما يسمى بالثقافة الكلتيبيريّة، في الجزء الداخلي من شبه الجزيرة، حيث كانت كلتا المجموعتين على اتصال).
تاجر أهل قرطاج واليونان أيضًا مع إسبانيا وأقاموا مستعمراتهم الخاصة على الساحل. وقد جعلت الثروات المعدنية وإمكانية الحصول على المعادن من إسبانيا مصدرًا هاما للمواد الخام خلال عصور المعادن المبكرة. غزت قرطاج أجزاء من أيبيريا بعد الحرب البونيقية الأولى. بعد هزيمة قرطاج في الحرب البونيقية الثانية، دام حكم الرومان على كامل أرجاء شبه الجزيرة الأيبيرية لقرون عدة، فوسّعوا ونوّعوا اقتصادها ووفّروا التجارة الإسبانية مع الجمهورية والإمبراطورية ككل.

## العصور الوسطى
في حين سقطت أغلب بلدان أوروبا الغربيّة في عصور مظلمة بعد انهيار الإمبراطورية الرومانية، إلا أن هذه الممالك في شبه الجزيرة الأيبيرية التي تعرف اليوم باسم إسبانيا حافظت على اقتصادها. أولًا، استبدل القوط الغربيّون الإدارة الإمبراطورية الرومانية (طبقة دولية على المستويات العليا). جعلوا أنفسهم كالنبلاء. كان للمملكة درجة من السلطة المركزية في عاصمتها، التي انتقلت في نهاية المطاف إلى طليطلة من تولوز. استمر حُكم البلديات والمحافظات الروماني ولكن المؤسسات ونظم الحكم الامبراطوريّة للأسقفيّة والمحافظات اختفت تمامًا حيث لم يعد هناك حاجة إليها: حيث وُجدت هذه الأنظمة لتنسيق الدفاع الإمبراطوري وتوفير الرقابة الإدارية الموحدة، وترمز على أنها لا شيء آخر، باستثناء الجيش المحترف، وجود الرومان. على الرغم من أنها عانت من بعض التدهور، فإن معظم القوانين الرومانية والبُنى التحتيّة الماديّة مثل الطرق والجسور وشبكات المياه وشبكات الري بقيت بدرجات متفاوتة على عكس التفكك الكامل الذي حدث في معظم الأجزاء السابقة من الإمبراطورية الغربية باستثناء أجزاء من إيطاليا. في وقت لاحق، عندما سيطر المور على أجزاء كبيرة من شبه الجزيرة الأيبيرية إلى جانب الممالك الكاثوليكية، حافظوا أيضًا على قدر كبير من هذا الإرث الروماني؛ في الواقع مع مرور الوقت أُصلحت البنية التحتية الرومانية وتم توسيعها. في هذه الأثناء، في الريف، حيث عاش معظم الناس، استمرت الحياة كما كانت في العصر الروماني، ولكن مع التحسينات بسبب إصلاح وتوسيع نُظم الري، وإدخال محاصيل جديدة وممارسات زراعية من العالم الإسلامي. في حين تضاءلت التجارة في معظم الأراضي الرومانية السابقة في أوروبا، ظلّت التجارة قائمة إلى حدّ ما في إسبانيا القوطية، وازدهرت في ظل الموريين من خلال دمج الأندلس (إسبانيا الموريّة) في تجارة البحر الأبيض المتوسط مع العالم الإسلامي. بعد ثمانمئة سنة من القتال المتقطع، أصبحت الممالك الكاثوليكية تدريجيًا أكثر قوة وتطورًا وطُرد في نهاية المطاف جميع الموريين من شبه الجزيرة.
كان لمملكة قشتالة، التي اتحدت مع مملكة أراغون، نوعيات تجارية نافست بها الرابطة الهانزيّة والبندقية. ومثلها كمثل بقية أوروبا في العصور الوسطى الأخيرة، فإن النقابات المُقيِّدة تنظم بشكل وثيق كل جوانب الإنتاج الاقتصادي، والتجارة، وحتى النقل. وكانت أقوى هذه الشركات، الميستا، تتحكم في إنتاج الصوف، المصدر الرئيسي لصادرات قشتالة.

## اتحاد الأُسر والكشوف
سمح عصر الاستراداد للملكان الكاثوليكيان بتحويل انتباههما إلى الكشوف. في عام 1492، وافق البابا ألكسندر السادس (رودريغو بورغيا، من فالنسيا) رسميًا على تقسيم العالم غير المُستكشف بين ممالك ما هو اليوم إسبانيا والبرتغال. جاءت الاكتشافات والفتوحات الجديدة في تتابع سريع.
في عام 1492، عندما جلب كريستوفر كولومبس معه 1,500 من المستعمرين في رحلته الثانية، كان قد عُيّن مسؤول ملكي لما كانت الممالك الكاثوليكية تسمية جزر الهند. وعمل مجلس جزر الهند، الذي أنشئ في عام 1524 كمجلس استشاري للشؤون الاستعمارية، ونظّم مجلس التجارة التجارة مع المستعمرات.

### الذهب والفضة من العالم الجديد
عقب اكتشاف أمريكا والتوسع الاستعماري في منطقة البحر الكاريبي وأمريكا القارية، أدخلت منتجات زراعية قيمة وموارد معدنية إلى إسبانيا عبر طرق تجارية منتظمة. كان للمنتجات الجديدة مثل البطاطا والطماطم والذرة أثر طويل الأمد على الاقتصاد الإسباني، ولكن الأهم هو التأثير على الديموغرافيا الأوروبية. استخدم التاج الإسباني سبائك الذهب والفضة من المناجم الأميركية لدفع تكاليف الجيش في هولندا وإيطاليا، للحفاظ على قوات الإمبراطور في ألمانيا والسفن في البحر، ولتلبية الطلب المتزايد من قبل المستهلكين في بلاده. غير أن تدفق هذه الكميات الكبيرة من المعادن الثمينة من العالم الجديد أدت إلى التضخم، الذي كان له أثر سلبي على الجزء الأفقر من السكان، مع ارتفاع أسعار السلع. أدى ذلك أيضًا إلى إعاقة الصادرات، لأن السلع المكلفة لا تستطيع المنافسة في الأسواق الدولية. فضلًا عن ذلك، فإن التدفقات النقدية الضخمة من الفضة عملت على عرقلة التنمية الصناعية في إسبانيا، حيث يبدو أن العمل الحر أمر لا غنى عنه.
فُرضت ضرائب كبيرة على الإنتاج المحلي، مما أدى إلى ارتفاع أسعار السلع المصنعة في منطقة أراغون وكاستيل، ولكن لا سيما في منطقة كاستيل حيث كان العبء الضريبي أكبر. وجلب بيع الألقاب لأصحاب العمل الحر الذين اشتروا طريقهم إلى أعلى السلم الاجتماعي (وهي ممارسة شائعة في مختلف أنحاء أوروبا)، مُبعدين أنفسهم عن القطاع الإنتاجي من الاقتصاد، أموالًا إضافيّةً.
أدّى التأثير الإجمالي للطاعون والهجرة إلى خفض عدد سكان إسبانيا في شبه الجزيرة من أكثر من 8 ملايين نسمة في السنوات الأخيرة من القرن السادس عشر إلى أقل من 7 ملايين نسمة بحلول منتصف القرن السابع عشر، حيث كانت منطقة قشتالة أكثر المناطق تضررًا (85% من سكان المملكة كانوا في قشتالة)، على سبيل المثال، في عام 1500، وجد في قشتالة 6 ملايين، و1.25 مليون نسمة مملكة أراغون التي تضم كاتالونيا وفالنسيا وجزر البليار.

## التراجع المتعلق ببريطانيا
ابتعد الاقتصاد الإسباني عن الاقتصاد البريطاني من حيث الناتج المحلي الإجمالي أثناء منتصف القرن السابع عشر. لم تتضح بعد تفسيرات هذا التباعد، لكن «التباعد أتى متأخرًا جدًا ليكون له أي أصول في القرون الوسطى، سواء كانت ثقافية أو مؤسسية» و «إنه يأتي مبكرًا جدًا... من أجل إلقاء اللوم على الغزوات النابليونية».

## إصلاحات البوربون
بدأ انتعاش اقتصادي بطيء في العقود الأخيرة من القرن السابع عشر تحت حكم آل هابسبورغ. وتحت حكم البوربون، تحسنت كفاءة الحكومة، ولا سيما في حكم كارلوس الثالث. غير أن إصلاحات البوربون لم تسفر عن أي تغييرات أساسية في نمط الاحتفاظ بالملكية. تسببت طبيعة وعي الطبقة البرجوازية في منطقة أراغون وقشتالة في عرقلة إنشاء حركة الطبقة المتوسطة. في حالة المفكرين الليبراليين بما في ذلك كامبومانس، شكلت مجموعات مختلفة تعرف باسم «الجمعيات الاقتصادية لأصدقاء البلد» لتعزيز التنمية الاقتصادية، والتقدم الجديد في العلوم، وفلسفة التنوير. مع ذلك، وعلى الرغم من تطوير البيروقراطية الوطنية في مدريد، فإن حركة الإصلاح لا يمكن دعمها من دون رعاية كارلوس الثالث، وهي لم تُبقيه على قيد الحياة.